# ウィルメス内閣
ウィルメス内閣（ウィルメスないかく）は、ソフィー・ウィルメスが首相に任命され、2019年10月27日から2020年10月1日まで存在したベルギーの内閣である。

## 概要
前内閣であるミシェル内閣は、2018年12月に移民政策をめぐる対立から与党であった新フラームス同盟（N-VA）が連立政権から離脱し、改革運動（MR）、キリスト教民主フラームス（CD&V）、フラームス自由民主（Open Vld）による少数連立政権となっていた。2019年5月の連邦議会選挙でも連立与党は過半数を獲得できなかったが、各党の連立交渉が難航し、新たな内閣が定まらないまま、ミシェル内閣は暫定政府として続いていた。その後、2019年7月2日にシャルル・ミシェル首相が同年12月からの欧州理事会議長に選出されたため、首相を辞任することになり、フィリップ国王は10月27日に改革運動（MR）所属でミシェル内閣において予算・公共サービス大臣だったソフィー・ウィルメスを後任の（暫定）首相に任命した（第1次内閣）。依然として暫定政府であるため、内閣が執行できるのは通常業務に限られていた。
2020年3月には新型コロナウイルス感染症対策のために、連立を組む3党に閣外協力の6党（社会党（PS）、社会党・別（SP. a）、エコロ（Ecolo）、フルン（Groen）、民主人道主義中道派（CDH）、デフィ（DéFI））を加えた9党により政府（第2次内閣）の信任により、通常業務に加えて、感染症対策について6か月の間特別な権限が与えられた（ベルギーの特別な権限#Covid-19感染症を参照）
。
2021年10月1日に、7党の連立によるデ・クロー内閣が発足したことにより、ウィルメス内閣は解散した。

## 構成

### 第1次内閣
大臣の構成は、直前のミシェル内閣（第2次内閣）のほとんどの閣僚が留任した。首相はシャルル・ミシェルからソフィー・ウィルメスに交代し、予算・公共サービス大臣（ソフィー・ウィルメスの後任）にダヴィッド・クラランバルが就任した。
2019年11月30日、ディディエ・レンデルス副首相兼外務・防衛・欧州問題・ベリリス・連邦文化機関担当大臣が欧州委員会の司法委員に就任するため辞任し、後任の副首相はダヴィッド・クラランバル予算大臣が兼務し、外務・防衛担当大臣にはフィリップ・ゴフィンが就任した。欧州問題担当はクーン・ヘーンス司法大臣が、ベリリス・連邦文化機関担当はソフィー・ウィルメス首相が引き継いだ。

### 第2次内閣
第1次内閣と構成は同じだった。